# Canato de Khoshut
```
   |-
       |
Erro:
:  
valor não especificado para "
nome_comum
"

   |-
       | 
Erro:
:  
valor não especificado para "
continente
"
```

O Canato de Khoshut foi um canato mongol Oirate baseado no Planalto Tibetano de 1642 a 1717. Com base na moderna Chingai, foi fundado por Güshi Khan em 1642 após derrotar os opositores da vertente Gelug do budismo tibetano no Tibete. O 5º Dalai Lama estabeleceu uma administração civil conhecida como Ganden Phodrang com a ajuda de Güshi Khan. O papel do canato nos assuntos do Tibete tem sido objeto de várias interpretações. Algumas fontes afirmam que os Khoshut não interferiram nos assuntos tibetanos e mantiveram uma relação de sacerdote e suserano entre o khan e o Dalai Lama, enquanto outras afirmam que Güshi nomeou um ministro, Sonam Rapten, como administrador de fato dos assuntos civis, enquanto o Dalai Lama era responsável apenas pelos assuntos religiosos. Güshi Khan aceitou a suserania nominal da dinastia Qing em 1654, quando o selo de autoridade e folhas douradas foram concedidos pelo Imperador Shunzhi. Nos últimos anos do canato, Lha-bzang Khan assassinou o regente tibetano e depôs o 6º Dalai Lama em favor de um falso Dalai Lama.
O Canato Khoshut terminou em 1717, quando o príncipe zungar Tseren Dondup invadiu o Tibete, matou Lha-bzang Khan e instalou o 7º Dalai Lama.

## História

### Oirates
Os Oirates eram originalmente da área de Tuva durante o início do século XIII. Seu líder, Quduqa Bäki, submeteu-se a Gêngis Cã em 1208 e sua casa casou-se com todas as quatro ramificações da linha Genghisida. Durante a Guerra Civil Toluid, os Quatro Oirat (Choros, Torghut, Dörbet e Khoid) aliaram-se a Arigue Buga e, portanto, nunca aceitaram o domínio de Cublai. Após o colapso da dinastia Yuan, os Oirates apoiaram Ariq Bökid Jorightu Khan Yesüder na tomada do trono do Yuan do Norte. Os Oirates exerceram influência sobre os cãs do Yuan do Norte até a morte de Esen Taishi em 1455, após o que migraram para o oeste devido à agressão dos mongóis Khalkha. Em 1486, os Oirats envolveram-se em uma disputa sucessória que deu a Daiã Cã a oportunidade de atacá-los. Na segunda metade do século XVI, os Oirats perderam mais território para os Tumedes.
Em 1620, os líderes dos Oirates de Choros e Torghut, Caracul e Mergen Temene, atacaram Ubasi Khong Tayiji, o primeiro Altã Cã dos Calcas. Eles foram derrotados, e Kharkhul perdeu sua esposa e filhos para o inimigo. Uma guerra total entre Ubasi e os Oirates durou até 1623, quando Ubasi foi morto.

### Güshi (1642-1655)

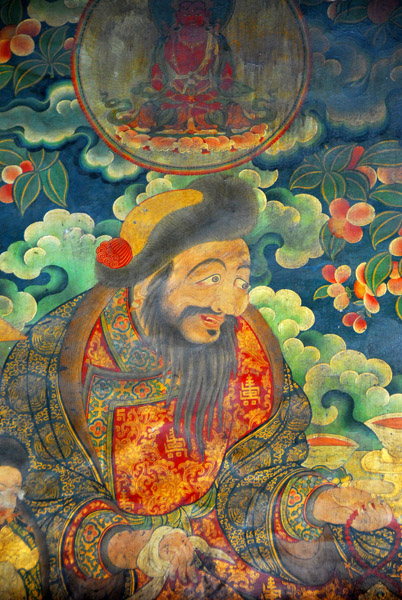
Güshi Cã, fundador do Canato de Khoshut

Em 1625, um conflito eclodiu entre o chefe dos Oirat Khoshut Galwas, Chöükür, e seu irmão uterino Baibaghas por questões de herança. Baibaghas foi morto na luta. No entanto, seus irmãos mais novos, Toro-Baikhu, mais tarde conhecido como Güshi Khan, e Köndölön Ubashi, continuaram a luta e perseguiram Chöükür do rio Ishim até o rio Tobol, atacando e matando seus seguidores tribais em 1630. Toro-Baikhu foi o terceiro de cinco filhos nascidos de Akhai Khatun e Khanai Noyan Khonggor. Ele já era um lutador distinto aos 12 anos de idade e, junto com seus irmãos, ganhou fama como parte do "rebanho de tigres de Akhai" e "os cinco tigres talentosos, corajosos e heroicos" devido à sua destreza militar. Após a morte de Baibaghas, Toro-Baikhu casou-se com a viúva de seu irmão e adotou seu filho Ochirtu. Uma vez que derrotou todos os pretendentes ao trono, Toro-Baikhu se intitulou "Dai Güshi" Taiji.
Em 1632, a seita Gelupa dos Chapéus Amarelos em Chingai (M. Kokonor/T. Tso Ngonpo) estava sendo reprimida pelo Calca Choghtu Khong Tayiji, que ajudava seus rivais, as seitas Karmapa e Bön. Em 1634, os enviados do 5º Dalai Lama convidaram Güshi para ajudá-los. Os Oirates já apoiavam a tradição Gelupa desde 1616 e Güshi usou essa afinidade religiosa para reunir um exército para a expedição ao Tibete. Após uma breve visita ao Tibete em 1635, no ano seguinte, Güshi liderou 10.000 Oirats em uma invasão de Qinghai, que resultou na derrota de um exército inimigo de 30.000 homens e na morte de Choghtu. Ele então entrou no Tibete Central, onde recebeu do 5º Dalai Lama o título de Bstan-'dzin Choskyi Rgyal-po ("o Rei do Dharma, aquele que Defende a Religião"). Em 1637, o 5º Dalai Lama concedeu-lhe o título de Dai Güshi Shajin Bariqchi Nomiyin Khan. Assim, Güshi tornou-se o primeiro mongol não Genghisida a reivindicar o título de cã. Güshi também foi declarado uma reencarnação de Vajrapani, o que, aos olhos dos seguidores de Güshi, estabeleceu uma relação de sacerdote e suserano que o colocava no mesmo nível que o Dalai Lama e o Panchen Lama.

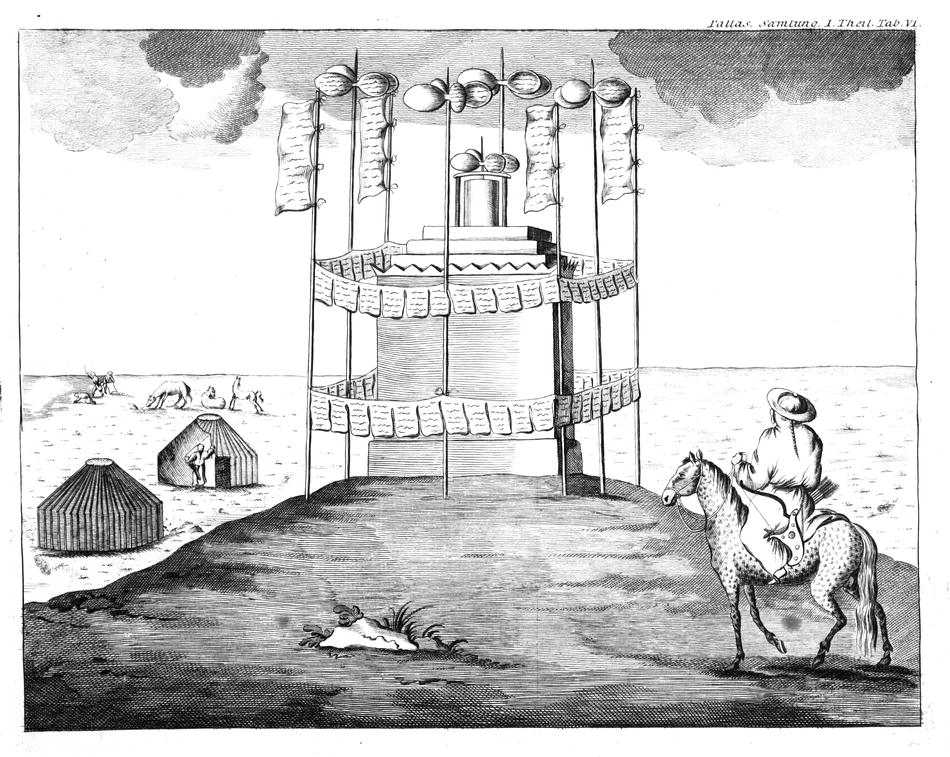
Monumento fúnebre a um príncipe Khoshut.

Ele convocou os Oirates para conquistar completamente o Tibete, iniciando uma migração em massa de 100.000 famílias Oirates para Coconor. Isso deu criação ao Canato de Khoshut. No inverno de 1640-1641, Güshi derrotou o rei de Beri, Donyo Dorje, e depois o governante de Tsangpa, Karma Tenkyong, em 1642. Com a tomada de Shigatse em 1642, Güshi trouxe todo o Tibete sob o controle da escola Gelupa do budismo tibetano e foi celebrado como a reencarnação de Padmasambhava, um budista indiano do século VIII que construiu o primeiro mosteiro budista no Tibete. Entre os envolvidos na campanha estava o filho de Caracul, Erdeni Batur, que recebeu o título de Khong Tayiji. Ele casou-se com a filha do cã, Amin Dara, e foi enviado de volta para estabelecer o Canato da Zungária no alto rio Emil ao sul das montanhas Tarbagatai. Em 13 de abril de 1642, o 5º Dalai Lama proclamou Güshi o cã do Tibete. Em Pequim, ele era chamado de "cã dos tibetanos".
Para assegurar sua autoridade sobre o Tibete, Güshi instituiu um governo no qual o Dalai Lama era restrito a assuntos religiosos, enquanto um ministro regente, Sonam Rapten, era diretamente nomeado por Güshi para lidar com os assuntos civis. Güshi promoveu a tradição Gelupa como a religião orientadora de seu império para cimentar sua própria autoridade. Ele se aliou aos hierarcas Gelupas para criar um sistema de legitimação baseado nos títulos concedidos pelo Dalai Lama. Em 1653, o título de Güshi como rei de Ussangue e Kham foi formalmente justificado como tendo sido concedido por mérito e pelo mandato celestial. Isso assegurou que seu título seria transmitido aos seus sucessores como protetores e defensores da fé budista.
Após sua morte em 1655, o filho de Güshi, Tenzin Dorje, Daiã Cã, sucedeu-o como cã do Tibete. Seu sexto filho, Dalai Baatar, recebeu o controle de Coconor, enquanto Ochirtu foi deixado com o poder temporal como Cã dos Oirates.

### Ochirtu
Ochirtu Khan, sobrinho de Güshi Khan, ajudou Sengge, filho e sucessor de Batur, em 1653 contra seus meio-irmãos, resultando em sua vitória em 1661. Sengge foi assassinado em 1670 por seus meio-irmãos Chechen Tayiji e Zotov. Ochirtu ajudou o irmão mais novo de Sengge, Galdã Boxutu Cã, a derrotar Chechen e Zotov. Galdã casou-se com Anu-Dara, neta de Ochirtu, mas entrou em conflito com Ochirtu, que temia sua popularidade. Ochirtu apoiou o tio rival de Galdã, Choqur Ubashi. Ochirtu foi derrotado em 1677.

### Lha-bzang (1703-1717)

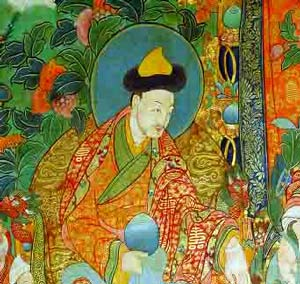
Lha-bzang Khan, o último rei Khoshut do Tibete

Há diferentes relatos sobre a ascensão ao poder de Lha-bzang Khan. Segundo o primeiro relato, Lha-bzang Khan obteve o poder envenenando seu irmão mais velho, Tenzin Wangchuk Khan, e após o regente Desi Sangye Gyatso tentar assassiná-lo, o próprio regente foi assassinado em 6 de setembro de 1705. No entanto, de acordo com um memorial datado de 27 de junho de 1703, o 6º Dalai Lama informou aos Khoshut que pretendia remover Sangye Gyatso como regente. Sangye Gyatso foi substituído por seu filho. O 6º Dalai Lama propôs que Tenzin Wangchuk sucedesse seu pai, mas Tenzin Wangchuk estava doente, e Lha-bzang tornou-se khan em 1703. Antes de sua subida ao trono, Lha-bzang tinha visitado Lassa apenas uma vez, em 1701.
O regente tentou reduzir o cã a um fantoche e controlar o 6º Dalai Lama. Em 1703, o 6º Dalai Lama e seus acompanhantes foram atacados por um grupo de pessoas durante a noite. Um dos acompanhantes favoritos do 6º Dalai Lama foi morto, e ele exigiu que o Desi Sangye Gyatso encontrasse os assassinos e os punisse, mas o regente fingiu não conseguir identificar os assassinos. Após uma identificação pessoal, o 6º Dalai Lama identificou cinco pessoas, todas próximas ao regente. Lha-bzang foi ordenado a executar essas pessoas, o que ele fez, enfurecendo Desi Sangye Gyatso.
Segundo um memorial datado de 11 de junho de 1704, o 6º Dalai Lama tinha uma boa relação com o cã e participava de caçadas e prática de arco e flecha com ele. O regente reclamava que era apenas uma figura decorativa. Em seguida, ele tentou envenenar o cã, o que pode ou não ter acontecido de acordo com diferentes relatos, mas Lha-bzang sobreviveu. Em 1705-1706, Lha-bzang entrou em Lhasa, executou o regente e depôs o 6º Dalai Lama. Segundo Peter Schwieger, Lha-bzang buscou o apoio do Imperador Kangxi da dinastia Qing, que solicitou que ele enviasse o 6º Dalai Lama para Pequim. No entanto, o Dalai Lama adoeceu logo após deixar Lhasa e morreu a caminho, em Amdo, em 14 de novembro de 1706.

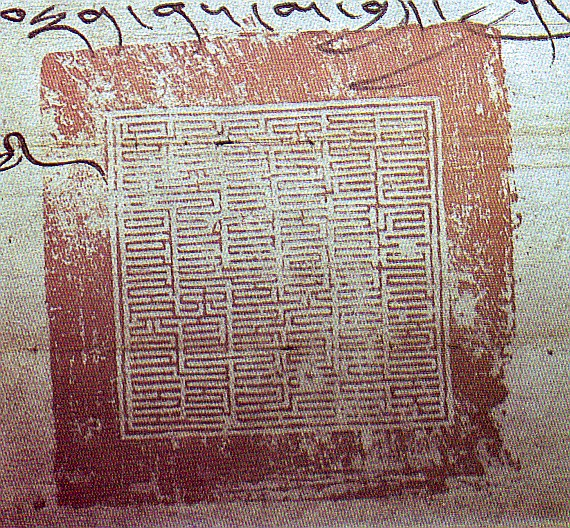
Selo de Lha-bzang Khan, o último Rei Khoshut do Tibete.

Lha-bzang apresentou um monge de Chagpori como a verdadeira reencarnação do 5º Dalai Lama. Em 1707, este monge foi instalado pelo 5º Panchen Lama como Ngawang Yeshe Gyatso. Para a maioria dos seguidores da escola Gelupa, essa foi uma ação não autorizada e também irritou os chefes Khoshut em Coconor. Em Lithang, no leste do Tibete, lamas locais identificaram uma criança como a reencarnação do 6º Dalai Lama. Em 1712, o filho mais novo de Güshi Khan, Trashi Batur Taiji, e o terceiro filho de Boshugtu Jinong, Cagan Danjin, declararam seu apoio ao menino. Os esforços de Lha-bzang para invalidar a reencarnação de Lithang falharam. Os chefes Khoshut pediram ao Imperador Kangxi para reconhecer oficialmente o menino, mas o imperador deixou a questão indefinida. Kangxi ordenou que o menino e seu pai fossem internados no Mosteiro de Kumbum em Coconor em 1715.
Durante seu reinado, Lha-bzang aboliu a compra e troca compulsórias de mercadorias no Tibete para aliviar o fardo sobre o povo. No entanto, exceto pelo 5º Panchen Lama, ele não conseguiu conquistar a elite Gelupa.
Em 1717, o príncipe zungar Tseren Dondup invadiu o Canato de Khoshut, depôs Yeshe Gyatso e instalou o jovem pretendente de Lithang como o 7º Dalai Lama, matou Lha-bzang Khan e saqueou Lassa. Os zungares não levaram o jovem Dalai Lama para Lassa e aterrorizaram a população, perdendo o apoio dos Gelupas. Uma invasão Qing em 1718 foi aniquilada pelos zungares na Batalha do Rio Salween, perto de Lassa. Uma segunda e maior expedição expulsou os zungares do Tibete em 1720. Eles enfim trouxeram o Dalai Lama de Kumbum para Lassa e o instalaram como o 7º Dalai Lama em 1721.

## Relação com o Tibete

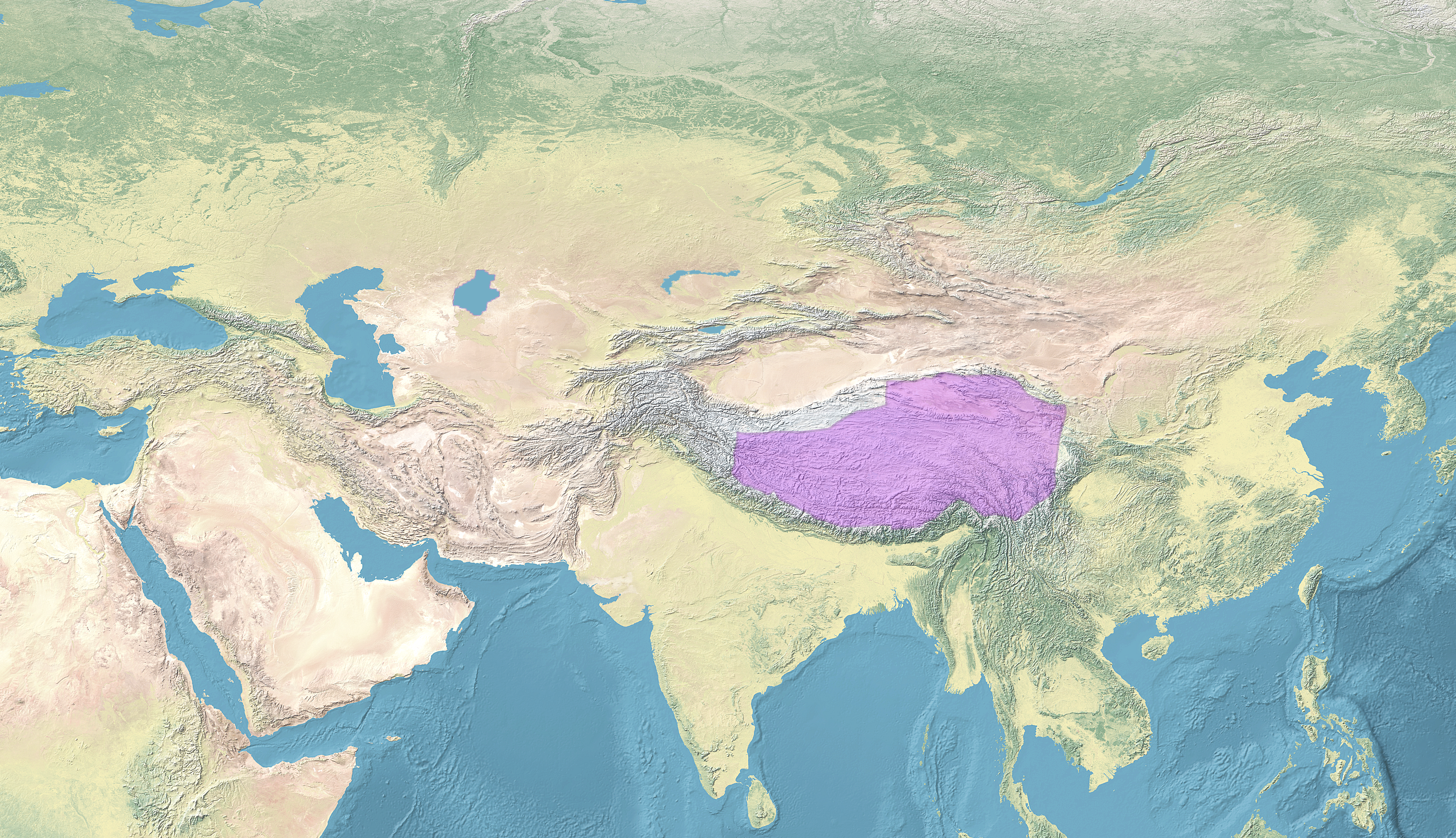
Localização do Canato de Khoshut no continente asiático, completamente cobrindo a área tradicional do planalto tibetano

O Ganden Phodrang, nomeado após a residência do 5º Dalai Lama no Mosteiro de Drepung, foi estabelecido como o governo liderado pelos Gelupas no Tibete em 1642. O Canato de Khoshut desempenhou um papel crucial em sua fundação ao derrotar os inimigos da escola Gelupa, e parte da defesa militar do Ganden Phodrang continuou a ser realizada pelos mongóis após sua criação. Existem diversas interpretações sobre o papel do cã no governo. Algumas fontes afirmam que o cã tinha pouco a ver com a administração real do Tibete e mantinha apenas uma relação de sacerdote e suserano com o Dalai Lama. Segundo Glenn Mullin, Güshi Khan foi o nomeado de três chefes mongóis para representar seus interesses no Tibete e, após concluir seus negócios, retornou para governar em Coconor. René Grousset diz que o domínio Khoshut abrangia Coconor e a Bacia de Qaidam, enquanto o Tibete era um protetorado. Mullin observa que, na cerimônia de coroação do 5º Dalai Lama em 1642, Güshi sentou-se no mesmo nível que Sonam Rapten, em um assento abaixo do Dalai Lama. No entanto, Mullin também afirma que até a morte de Sonam Rapten em 1657, o 5º Dalai Lama era uma figura decorativa enquanto Sonam Rapten era o governante de facto.
Segundo Luciano Petech, Güshi Khan concedeu indiscutivelmente ao 5º Dalai Lama todos os poderes temporais sobre o Tibete em 1642, mas o Dalai Lama não possuía a capacidade de realizar a administração real. O cargo de desi foi criado para governar o país e o Dalai Lama apenas decidia sobre os recursos contra decisões judiciais do desi. Alguns anos depois, o 5º Dalai Lama afirmou seus poderes temporais ao nomear o desi, que servia apenas por curtos períodos até a morte do 5º Dalai Lama. Petech diz que além de questões militares e ameaças estrangeiras ao Tibete, Güshi Khan e seus sucessores não interferiram na administração até o golpe de 1705-1706, quando Lha-bzang Khan se tornou o governante de facto do Tibete.
Outras fontes afirmam que o 5º Dalai Lama recebeu autoridade de Güshi Khan para reinar sobre o Tibete, mas o cã teve participação na seleção do administrador de facto dos assuntos civis, o desi (governador) Sonam Rapten, enquanto o 5º Dalai Lama foi relegado a assuntos religiosos. FitzHerbert e Travers descrevem um aumento no "controle diário" do 5º Dalai Lama sobre seu governo após as mortes de Sonam Rapten e Güshi Khan na década de 1650.
O papel fundamental de Güshi Khan no surgimento do Ganden Phodrang foi celebrado por cerimônias estatais anuais até o século XX. Durante o Festival de Orações de Monlam, as pessoas vestiam roupas militares no estilo mongol, semelhantes às tropas de Güshi Khan.